# Thanda Royal Zulu
Der Thanda Royal Zulu Football Club ist ein südafrikanischer Fußballverein aus Durban, der in der National First Division (zweite südafrikanische Liga) spielt.

## Geschichte
Im Januar 2004 tauschte die Vereinsspitze des Vereins Hellenic FC (gegründet 1958) aus Konkursgründen seine Profilizenz mit Benoni Premier United. Im Gegenzug erhielt Hellenic dafür fünf Millionen Rand. Diese Transaktion fand während der laufenden Saison statt und wurde von offizieller Seite durch die südafrikanische Premier Soccer League genehmigt. Dadurch konnte der damalige Zweitligist Benoni wieder in der ersten Liga spielen. Noch bis zum Saisonende spielte man unter dem Namen Hellenic FC weiter, die Mannschaft wurde aber bereits von Benoni Premier United gestellt. Dennoch schaffte es das Team nicht die Klasse zu halten und stieg ab. Im Jahr 2006 gelang dann der Wiederaufstieg in die Castle Premiership. Nach der Saison 2006/07 wurde der Verein von der südafrikanischen Unternehmensgruppe Thanda Star Academy und deren schwedischen Kooperationspartnern aufgekauft und in Thanda Royal Zulu umbenannt. Damit verbunden war auch der Umzug des gesamten Klubs von Benoni nach Durban, KwaZulu-Natal. Sowohl 2007 als auch 2008 wurde der Verein 14. in der Tabelle und entging somit in beiden Spielzeiten nur knapp dem Abstieg. 2009 schaffte es Thanda Royal Zulu nicht mehr und wurde nur 15. in der Tabelle. In den Playoff-Spielen zu Beginn der Folgesaison verspielte man mit einer Niederlage gegen die Mpumalanga Black Aces die letzte Möglichkeit noch in der ersten Liga zu verbleiben und stieg folglich ab. Trainer des Vereins war damals der Schwede Roger Palmgren, der bereits die Nationalmannschaften von Ruanda, Sierra Leone und dem Kongo betreut hat.
Palmgren wurde durch den ehemaligen südafrikanischen Nationalspieler und Europalegionäre Mark Fish abgelöst.

## Namensgebung
Der Spitzname Amabhubesi kommt aus der isiZulu-Sprache und heißt übersetzt Löwen. Das Wort Thanda im Vereinsnamen heißt Liebe. Im Oktober 2007 wurde der Name durch den südafrikanischen Fußballverband offiziell genehmigt. Auch vom König der Zulu, Goodwill Zwelethini kaBhekuzulu wurde der Vereinsname bestätigt.
Unter dem alten Vereinsnamen Benoni Premier United trug die Mannschaft noch den Spitznamen The Rabbits (Die Hasen).

## Bekannte Spieler
- Serge Djiéhoua
- Clifford Mulenga
- Bernard Parker

## Partner
Am 14. November 2007 verkündete die Presseabteilung, dass mit dem englischen Premier-League-Verein Manchester City ein Kooperationsvertrag abgeschlossen wurde. Dabei handelt es sich um das Manchester City „Sporting Network“, dem auch die Vereine FC Chonburi (Thailand), Shanghai Shenhua (China), FK Moskau (Russland), Perth Glory (Australien) sowie Grasshopper Club Zürich (Schweiz) angehören.